# 1910 Mikhailov
Az 1910 Mikhailov (ideiglenes jelöléssel 1972 TZ1) a Naprendszer kisbolygóövében található aszteroida. Ljudmila Zsuravljova fedezte fel 1972. október 8-án.